# Daniel Andersson i Vallby
Daniel Andersson (i riksdagen kallad Andersson i Vallby), född 1763 i Lagga socken, död 31 mars 1821 i Danmarks socken, var en svensk riksdagsman i bondeståndet.
Andersson företrädde Bälinge, Rasbo och Vaksala härader av Uppsala län vid riksdagarna 1809–1810 och 1815 samt för Bälinge, Rasbo, Vaksala, Lagunda, Hagunda och Ulleråkers härader 1817–1818.
Vid riksdagen 1809–1810 var han ledamot i bondeståndets enskilda besvärsutskott och i hemliga utskottet. Han var elektor för justitieombudsmansvalet och suppleant i förstärkta statsutskottet. Under 1815 års riksdag var han ledamot i bondeståndets enskilda besvärsutskott och i bankoutskottet samt suppleant för fullmäktige i riksbanken och riksgäldskontoret. Andersson var vid 1817–1818 års urtima riksdag ledamot i bankoutskottet.